# Milan-San Remo 1924
La 17e édition de la course cycliste, Milan-San Remo a eu lieu le 16 mars 1924 et a été remportée par l'Italien Pietro Linari. 

## Classement final
|    | Cycliste            | Pays                | Équipe              | Temps            |
| -- | ------------------- | ------------------- | ------------------- | ---------------- |
| 1  | Pietro Linari       | Italie              | Legnano-Pirelli     | 10 h 50 min 00 s |
| 2  | Gaetano Belloni     | Italie              | Legnano-Pirelli     | m. t.            |
| 3  | Costante Girardengo | Italie              | Maino               | m. t.            |
| 4  | Pietro Bestetti     | Italie              | Maino               | m. t.            |
| 5  | Ottavio Bottecchia  | Italie              | Automoto            | m. t.            |
| 5  | Nello Cacchieri     | Italie              | -                   | m. t.            |
| 5  | Nicolas Frantz      | Luxembourg          | -                   | m. t.            |
| 5  | Federico Gay        | Italie              | -                   | m. t.            |
| 5  | Félix Sellier       | Belgique            | Alcyon-Dunlop       | m. t.            |
| 10 | 14 coureurs ex æquo | 14 coureurs ex æquo | 14 coureurs ex æquo | m. t.            |